# Waloddi Fischerström
Pehr Philip Jakob Waloddi Fischerström, född 8 juli 1828 i Sönnarslövs socken, Kristianstads län, död 30 april 1892 i Kolbäcks församling, Västmanlands län, var en svensk officer (överste)  och hippolog.
Fischerström blev underlöjtnant vid Kronprinsens husarregemente 1846, hovstallmästare 1864 och major 1867. Han erhöll avsked från regementet 1868 och blev samma år chef för Strömsholms stuteri och ridskolan där samt blev överste i armén 1881. Fischerström deltog 1849–1850 i ockupationskåren i Schleswig och genomgick 1862–1863 Spanska hovridskolan i Wien. Som ridskolans förste chef hade han inflytande på höjandet av ridskickligheten i Sverige. Waloddi Fischerström är begraven på Kolbäcks kyrkogård.